# Barbara Sass
Barbara Sass-Zdort (14 d'octubre de 1936 – 2 d'abril de 2015) va ser una guionista i directora de cinema/escena polonesa. El 1975 es va graduar a l'Escola Nacional de Cinema de Łódź. Estava casada amb el director de fotografia Wiesław Zdort. Mare del famós advocat polonès Pawel Zdort (Weil, Gotshal & Manges LPP i Rymarz Zdort) i del periodista Dominik Zdort (TVP).

## Premis
Va rebre nombrosos premis, inclòs el Premi FIPRESCI (1980,1996), Premi al millor director debut al Festival de cinema polonès (1980), i el Premi Krzysztof Kieślowski Beyond Borders a la millor pel·lícula al Festival de Cinema Polonès de Nova York (2012).
Nominada al Globus de Cristall per Temptation (Pokuszene) al Festival Internacional de Cinema de Karlovy Vary el 1996.

## Filmografia selecta
- 1980 – Bez miłości
- 1981 – Debiutantka
- 1982 – Krzyk
- 1990 - Historia niemoralna
- 1993 – Pajęczarki
- 1995 – Pokuszenie
- 1999 – Jak narkotyk
- 2011 – W imieniu diabła